# Copa Chile 1979
Copa Chile 1979, eller officiellt "Copa Polla Gol", var 1979 års upplaga av fotbollsturneringen Copa Chile. De fyra främsta lagen i turneringen fick bonuspoäng i Primera División de Chile 1979 - segraren fick två extra poäng och de övriga ett poäng var. Endast lag från Primera División fick deltaga i turneringen. Turneringen inleddes med ett gruppspel om fyra grupper, tre grupper med fyra lag och en grupp med sex lag. De två främsta lagen i varje grupp gick vidare till kvartsfinaler. För seger gavs två poäng, för förlust noll poäng och för en oavgjord match delades poängen lika, 1 åt vardera laget. Dessutom gavs ett extra bonuspoäng om det vinnande laget gjorde fyra eller fler mål i en match.
Universidad de Chile vann Copa Chile efter att ha besegrat Colo-Colo med 2-1 i finalen, och fick därmed 2 bonuspoäng i Primera División. Dessutom fick Colo-Colo, samt semifinalisterna Cobreloa och Unión Española, ytterligare en bonuspoäng i Primera División.
Copa Polla Gol spelades även för den näst högsta divisionen och gav även den bonuspoäng i den näst högsta divisionen.

## Primera División

### Grupp 1
| Plac. | Lag                  | S | V | BP | O | F | GM | IM | MSK | Poäng |
| ----- | -------------------- | - | - | -- | - | - | -- | -- | --- | ----- |
| 1     | Universidad Católica | 6 | 4 | 1  | 0 | 2 | 12 | 5  | +7  | 9     |
| 2     | Palestino            | 6 | 4 | 1  | 0 | 2 | 12 | 11 | +1  | 9     |
| 3     | Santiago Wanderers   | 6 | 2 | 0  | 1 | 3 | 6  | 10 | -4  | 5     |
| 4     | Everton              | 6 | 1 | 1  | 1 | 4 | 11 | 15 | -4  | 4     |

S = spelade, V = vinster, B = bonuspoäng, O = oavgjorda, F = förluster, GM = gjorda mål, IM = insläppta mål, MSK = målskillnad

### Grupp 2
| Plac. | Lag            | S | V | BP | O | F | GM | IM | MSK | Poäng |
| ----- | -------------- | - | - | -- | - | - | -- | -- | --- | ----- |
| 1     | Unión Española | 6 | 3 | 1  | 2 | 1 | 12 | 6  | +6  | 9     |
| 2     | Cobreloa       | 6 | 2 | 2  | 2 | 2 | 17 | 11 | +6  | 8     |
| 3     | Coquimbo Unido | 6 | 2 | 1  | 1 | 3 | 9  | 9  | +0  | 6     |
| 4     | O'Higgins      | 6 | 2 | 0  | 1 | 3 | 6  | 18 | -12 | 5     |

S = spelade, V = vinster, B = bonuspoäng, O = oavgjorda, F = förluster, GM = gjorda mål, IM = insläppta mål, MSK = målskillnad

### Grupp 3
| Plac. | Lag                 | S | V | BP | O | F | GM | IM | MSK | Poäng |
| ----- | ------------------- | - | - | -- | - | - | -- | -- | --- | ----- |
| 1     | Deportes Concepción | 6 | 4 | 1  | 0 | 2 | 12 | 5  | +7  | 9     |
| 2     | Naval               | 6 | 4 | 1  | 0 | 2 | 12 | 11 | +1  | 9     |
| 3     | Green Cross-Temuco  | 6 | 2 | 0  | 1 | 3 | 6  | 10 | -4  | 5     |
| 4     | Lota Schwager       | 6 | 1 | 1  | 1 | 4 | 11 | 15 | -4  | 4     |

S = spelade, V = vinster, B = bonuspoäng, O = oavgjorda, F = förluster, GM = gjorda mål, IM = insläppta mål, MSK = målskillnad

### Grupp 4
| Plac. | Lag                  | S  | V | BP | O | F | GM | IM | MSK | Poäng |
| ----- | -------------------- | -- | - | -- | - | - | -- | -- | --- | ----- |
| 1     | Colo-Colo            | 10 | 7 | 2  | 1 | 2 | 24 | 9  | +15 | 17    |
| 2     | Universidad de Chile | 10 | 6 | 1  | 3 | 1 | 18 | 7  | +11 | 16    |
| 3     | Deportes Aviación    | 10 | 5 | 3  | 2 | 3 | 21 | 16 | +5  | 5     |
| 4     | Audax Italiano       | 10 | 2 | 1  | 3 | 5 | 9  | 13 | -4  | 8     |
| 5     | Santiago Morning     | 10 | 1 | 1  | 4 | 5 | 6  | 14 | -8  | 7     |
| 6     | Ñublense             | 10 | 1 | 0  | 3 | 6 | 9  | 28 | -19 | 5     |

S = spelade, V = vinster, B = bonuspoäng, O = oavgjorda, F = förluster, GM = gjorda mål, IM = insläppta mål, MSK = målskillnad

### Final
| Primera División Vinnare av Copa Chile 1979 |
| ------------------------------------------- |
| Chile                                       |
| Universidad de Chile 1:a titeln             |

## Segunda División

### Grupp 1
| Plac. | Lag                  | S | V | BP | O | F | GM | IM | MSK | Poäng |
| ----- | -------------------- | - | - | -- | - | - | -- | -- | --- | ----- |
| 1     | San Marcos de Arica  | 6 | 3 | 2  | 1 | 2 | 15 | 12 | +3  | 9     |
| 2     | Magallanes           | 6 | 3 | 1  | 2 | 1 | 12 | 10 | +2  | 9     |
| 3     | Ferrovarios          | 6 | 0 | 0  | 5 | 1 | 7  | 10 | -3  | 5     |
| 4     | Deportes Antofagasta | 6 | 1 | 0  | 2 | 3 | 8  | 10 | -2  | 4     |

S = spelade, V = vinster, BP = bonuspoäng, O = oavgjorda, MP = minuspoäng, F = förluster, GM = gjorda mål, IM = insläppta mål, MSK = målskillnad

### Grupp 2
| Plac. | Lag                | S | V | BP | O | F | GM | IM | MSK | Poäng |
| ----- | ------------------ | - | - | -- | - | - | -- | -- | --- | ----- |
| 1     | San Luis           | 8 | 4 | 1  | 2 | 2 | 14 | 12 | +2  | 11    |
| 2     | Deportes Ovalle    | 8 | 3 | 1  | 2 | 3 | 12 | 7  | +5  | 9     |
| 3     | Trasandino         | 8 | 3 | 0  | 3 | 2 | 13 | 9  | +4  | 9     |
| 4     | Deportes La Serena | 8 | 3 | 0  | 2 | 3 | 7  | 13 | -6  | 8     |
| 5     | Unión San Felipe   | 8 | 2 | 0  | 1 | 5 | 10 | 15 | -5  | 5     |

S = spelade, V = vinster, BP = bonuspoäng, O = oavgjorda, MP = minuspoäng, F = förluster, GM = gjorda mål, IM = insläppta mål, MSK = målskillnad

### Grupp 3
| Plac. | Lag               | S | V | BP | O | F | GM | IM | MSK | Poäng |
| ----- | ----------------- | - | - | -- | - | - | -- | -- | --- | ----- |
| 1     | San Antonio Unido | 8 | 7 | 1  | 1 | 0 | 16 | 6  | +10 | 16    |
| 2     | Unión La Calera   | 8 | 4 | 1  | 2 | 2 | 9  | 3  | +6  | 11    |
| 3     | Colchagua         | 8 | 2 | 0  | 4 | 2 | 5  | 6  | -1  | 8     |
| 4     | Rangers           | 8 | 2 | 1  | 0 | 6 | 10 | 15 | -5  | 5     |
| 5     | Curicó Unido      | 8 | 1 | 0  | 1 | 6 | 3  | 13 | -10 | 3     |

S = spelade, V = vinster, BP = bonuspoäng, O = oavgjorda, MP = minuspoäng, F = förluster, GM = gjorda mål, IM = insläppta mål, MSK = målskillnad

### Grupp 4
| Plac. | Lag           | S | V | BP | O | F | GM | IM | MSK | Poäng |
| ----- | ------------- | - | - | -- | - | - | -- | -- | --- | ----- |
| 1     | Huachipato    | 8 | 5 | 2  | 2 | 1 | 18 | 9  | +9  | 14    |
| 2     | Malleco Unido | 8 | 4 | 1  | 1 | 3 | 13 | 11 | +2  | 10    |
| 3     | Linares       | 8 | 4 | 0  | 1 | 3 | 10 | 11 | -1  | 9     |
| 4     | Iberia        | 8 | 2 | 0  | 3 | 3 | 8  | 8  | +0  | 7     |
| 5     | Independiente | 8 | 1 | 0  | 1 | 6 | 10 | 20 | -10 | 3     |

S = spelade, V = vinster, BP = bonuspoäng, O = oavgjorda, MP = minuspoäng, F = förluster, GM = gjorda mål, IM = insläppta mål, MSK = målskillnad